# Terry Dyson
Terence Kent „Terry“ Dyson (* 29. November 1934 in Malton) ist ein ehemaliger englischer Fußballspieler. Als klein gewachsener, quirliger und ausdauernder Linksaußen gehörte er zu den Stammspielern von Tottenham Hotspur, die 1961 das „Double“ aus englischer Meisterschaft und FA Cup gewannen. Dabei zählte er im Pokalfinale ebenso zu den Torschützen wie zwei Jahre später im siegreichen Endspiel des europäischen Pokalsiegerwettbewerbs.

## Sportlicher Werdegang
Dyson entstammt der Grafschaft North Yorkshire und spielte zunächst unterklassig Fußball beim FC Scarborough. Dort kam er Anfang 1953 als Testspieler für die Reservemannschaft in der Yorkshire League zum Einsatz und spielte in der Folge auch für die erste Mannschaft in der Midland League. Sein Wehrdienst bei der Royal Artillery führte ihn dann in den Londoner Stadtteil Woolwich und als er dort in einem Spiel der Streitkräfte gegen die Wachen fünf Tore schoss, wurde er von Tottenham Hotspur zu einem Probetraining eingeladen – auch sein späterer Mitspieler Ron Henry wurde in dieser Mannschaft entdeckt. Dies gestaltete sich zur allgemeinen Zufriedenheit und so unterzeichnete Dyson im Dezember 1954 in einem Café direkt gegenüber der Kaserne einen ersten Vertrag bei den Spurs – da war er noch Teil der Armee und erst im März 1955 wurde er entlassen. Er debütierte am 19. März 1955 gegen Sheffield United (5:0) als Vertretung von George Robb, wobei dies für ihn der einzige Einsatz in der Spielzeit 1954/55 war. Sein Platz bei Tottenham war in den gesamten 1950er-Jahren zumeist in der Reservemannschaft, die in der Football Combination aktiv war, zu finden. Erst als mit Bill Nicholson ab Oktober 1958 ein neuer Trainer wirkte, verbesserte sich die Perspektive des klein gewachsenen torgefährlichen linken „Flügelflitzers“ und während der Saison 1959/60 eroberte sich dieser kontinuierlich einen Stammplatz. 
Als Tottenham in der Saison 1960/61 das „Double“ aus englischer Meisterschaft und FA Cup gewann, gehörte Dyson zu dem 5-Mann-Sturm (mit Cliff Jones, der als Linksaußen auf die rechte Seite auswich, sowie im Zentrum Les Allen, John White und Bobby Smith). Dyson verpasste in der gesamten Spielzeit nur zwei Partien, in denen er von Terry Medwin – immerhin damals aktueller walisischer Nationalspieler – vertreten wurde, der wiederum eigentlich auf dem rechten Flügel seine Stammposition hatte. Neben den zwölf Ligatoren war Dyson auch im Pokal erfolgreich und einer der fünf Treffer war der zum 2:0-Endstand im Finale gegen Leicester City. Maßgeblich für Dyson war in diesem Jahr, dass er im Vergleich zu den eigentlich bevorzugten Jones und Medwin zwar als weniger talentiert galt, aber für seine Einsatzbereitschaft hohe Wertschätzung genoss. Auf der linken Seite war das gute Zusammenspiel mit Dave Mackay einer der Schlüsselfaktoren im Aufbauspiel der Spurs. Umso enttäuschender war dann für Dyson, dass er im Folgejahr im Europapokal der Landesmeister in den ersten beiden Runde noch präsent war, aber sowohl im Viertel- als auch im Halbfinale, das gegen Benfica Lissabon verloren ging, wieder in der Hackordnung hinter Jones und Medwin zurückfiel. Zusätzlich steuerte er zur erfolgreichen Titelverteidigung im FA Cup 1962 nichts bei und war in keiner der Runden vertreten. Im Jahr darauf gehörte er im Europapokal der Pokalsieger dann ab dem Halbfinale wieder zum Stammpersonal und beim 5:1-Kantersieg im Endspiel gegen Atlético Madrid steuerte er zwei Tore zum 3:1 und zum Endstand bei. Vor allem der Treffer zum 3:1 sorgte nach dem Anschlusstreffer der Spanier für eine Spielberuhigung in einer Phase, als Tottenham verstärkt unter Druck geraten war. Dyson bewertete seine Leistung im Europapokalendspiel nachträglich als die beste in seiner gesamten Karriere. Zwei Jahre blieb Dyson noch in Tottenham, bevor er innerhalb Londons im Juni 1965 zum Erstligakonkurrenten FC Fulham wechselte.
In Fulham war Dyson nur zu Beginn der Saison 1965/66 eine feste Größe und bis Mitte November 1965 Stammspieler auf der linken Seite. Trainer Vic Buckingham setzte ihn danach nur noch als Ergänzungsspieler ein und zumeist war der junge Les Barrett erste Wahl bei den „Cottagers“. In seinen letzten beiden Jahren stand Dyson nur einmal in einem Ligaspiel in der Startelf. Dies war am letzten Spieltag der Saison 1967/68 gegen den FC Everton (1:5), als der Abstieg in die Zweitklassigkeit bereits feststand. Anschließend ließ er bis 1970 seine aktive Laufbahn in der vierten Liga bei Colchester United und danach in der Southern League bei Guildford City ausklingen; mit Guildford gewann er 1971 die Ligameisterschaft und stand im FA Cup 1971/72 in der 2. Hauptrunde.
Danach spielte Dyson ab Februar 1972 für den FC Wealdstone, bis zu seinem Abgang 1976 absolvierte er 84 Ligaspiele. gewann dort 1974 die Meisterschaft in der Division 1 North der Southern League und war später auch Übungsleiter unter Eddie Presland. Anfang April 1976 trat er nach der Entlassung Preslands aus Protest ebenfalls von seiner Position zurück, später nahm er eine Kotrainertätigkeit beim FC Dagenham an. Größter Erfolg in Dagenham war 1980 der Gewinn der FA Trophy. Weitere Engagements im unterklassigen Fußball beim FC Boreham Wood, Kingsbury Town und in Ruislip folgten, während er sich parallel im Schulamt der Hampstead School ein berufliches Standbein schuf. Dem Fußballsport blieb er weiter erhalten, als er häufig für den englischen Fußballverband als Beobachter von Spielen der Jugendakademie fungierte. Sein 1977 geborener Sohn Simon wurde zu seinem Profigolfer und folgte der sportlichen Familientradition, nachdem bereits Terry Dysons Vater Joe ein erfolgreicher Jockey gewesen war – die Familie Dyson legte sich auch einen eigenen Reitstall mit dem Namen Dyson Racing zu (unter anderem mit dem Pferd „Miss Van Gogh“).

## Titel/Auszeichnungen
- Europapokal der Pokalsieger (1): 1963
- Englische Meisterschaft (1): 1961
- Englischer Pokal (1): 1961
- Charity Shield (1): 1961